# Salankijärvi
Salankijärvi eller Salanginjärvi är en sjö i Finland. Den ligger i kommunen Kittilä i landskapet Lappland, i den norra delen av landet, 900 km norr om huvudstaden Helsingfors. Salankijärvi ligger 258,9 meter över havet. Arean är 67,1 hektar och strandlinjen är 6,09 kilometer lång. Sjön  ingår i Kemi älvs huvudavrinningsområde. 